# Basketbalový klub Dukla Praha
Il BK Dukla Praha è una società cestistica, avente sede a Praga, nella Repubblica Ceca. Fondata nel 1950 come ATK Praha nel 1956 assumse la denominazione di ÚDA Praha, per assumenere nel 1960 la denominazione attuale.
Gioca nelle serie minori del campionato ceco.

## Palmarès
- Campionato cecoslovacco: 3

1953-54, 1954-55, 1955-56